# Walter Barrientos
Walter Barrientos Deza, né le 11 juillet 1960 à Cuzco, est un peintre et graveur néo-expressionniste péruvien. Il vit et travaille en Occitanie depuis 1989.

## Biographie
Walter Barrientos est issu d’une famille de « campesinos » péruviens andins, de la province de Chumbivilcas, dans la région de Cusco, au sud du Pérou. De langue maternelle quechua, il est marqué par son expérience de berger nomade pendant son enfance et plus tard par la violence du conflit armé au Pérou qui va meurtrir le pays de 1980 à 2000.
Walter Barrientos commence sa carrière artistique en étudiant le dessin, la gravure et la peinture à l'école nationale des beaux-arts de Lima (Escuela Nacional Superior Autónoma de Bellas Artes del Perú), puis à l'école supérieure autonome des beaux-arts de Cusco (Universidad Nacional de Arte Diego Quispe Tito) entre 1981 et 1985, élève de Manuel Abraham Cano Luza. Une fois diplômé, il devient en 1986 professeur de gravure dans cette même école.
En 1989, il s'installe en France, invité par l’école supérieure des beaux-arts de Montpellier, (MO.CO) pour une spécialisation en gravure ; pendant deux ans il va être l’assistant du professeur Patrice Vermeille.
À partir de 1990, Walter Barrientos contribue activement au développement de l’atelier de gravure de l’Union des arts plastiques de Montpellier qui va aboutir à la création de la Maison de la gravure à Montpellier en 2001, dénommée Maison de la gravure Montpellier-Méditerranée en 2007.
Invité dans différents pays européens par des institutions et des galeries, Walter Barrientos est présent dans des collections privées et publiques.
Il réside, depuis son arrivée en France en 1989, en Occitanie (Montpellier, Toulouse, Pamiers),.

## Œuvre
L’expression artistique de Walter Barrientos est figurative et narrative : en peinture comme en gravure, il crée des univers oniriques et chaotiques, peuplés de figures humaines et animales où l’histoire personnelle croise celle du monde andin. Son travail explore des sujets tels que le déracinement, l’exil, la mémoire collective, les violences politiques, la condition des peuples amérindiens, l’écologie et la spiritualité.
Cette œuvre, qui débute dans les années 1980, est à rapprocher du courant néo-expressionniste de la même époque en Europe époque qui se définit comme une revalorisation du territoire individuel de l’artiste, une réappropriation des mythes collectifs, tout en affirmant et assumant les valeurs et les qualités de la peinture comme médium artistique. Les références de Walter Barrientos sont alors les artistes italiens de la Transavangarde (Sandro Chia, Enzo Cucchi, Mimmo Paladino…), les peintres allemands (Sigmar Polke, Anselm Kiefer, Georg Baselitz, Markus Lüpertz) ou encore l’artiste catalan Miquel Barceló dont il se sent très proche.
Outre ses affinités avec la peinture européenne de la fin du XXe siècle, les références de Barrientos sont aussi américaines : Felipe Guaman Poma de Ayala, premier chroniqueur péruvien du XVIe siècle qui à travers des illustrations et des récits relate la conquête espagnole et la chute de l’empire inca et les ex-voto de la mexicaine Frida Kalho.
La technique de la gravure est une donnée essentielle pour appréhender l’œuvre de Walter Barrientos, car sa pratique accompagne toutes ses recherches artistiques. Son œuvre est marquée par une volonté constante d'innovation et d'expérimentation, cherchant à réinventer la gravure et la peinture, en mêlant plusieurs techniques et différents matériaux récupérés et recyclés. Il puise son inspiration à la fois dans ses origines andines, intégrant des motifs géométriques et des symboles issus de la culture précolombienne et du monde contemporain.

## Expositions
- Transhumance, Le Hang-Art, Esquièze-Sère, « Artistes et paysans », programme en région des Abattoirs, Musée – Frac Occitanie Toulouse, France, 2024[13]
- Le corps transfiguré, Le Carmel, Pamiers, France, 2024[14]
- Grâces, Musée Urbain Cabrol, Villefranche-de-Rouergue, France, 2023[15]
- Entre ciel et terre, Collège Lakanal, Foix, France, 2022[16]
- Creuser le papier. Graver le vivant, Odyssud, Blagnac, France, 2021[17]
- Volver, Espace d’art contemporain, Bédarieux, France, 2020[18]
- Des Andes à notre terre, Musée Goya, Castres, France, 2019[6],[19]
- Homenaje ENBA 100 años de arte en el Perú 1918 - 2018, Cusco, Pérou, 2017[20],[21]
- 10 ans de gravure, Maison de la Gravure - Méditerranée, Espace Saint-Ravy, Montpellier, France, 2017[22]
- Traces, Interkulturelles Zentrum, Heidelberg, Allemagne, 2016
- XI Salón de Grabado cusqueño contemporáneao, Homenaje al Maestro Abraham Jesús Cano Luza, Cusco, Pérou, 2015
- Biennale internationale de Casablanca, Maroc, 2012, 2014, 2018[23]
- Chacun son genre, Musée Goya, Castres, France, 2008[8]
- Walter Barrientos, Galerie Hélène Trintignan, Montpellier, France, 2001
- D’Amérique latine, Carré Sainte-Anne, Montpellier, France, 1997[24]
- Chiapas, dessins réalisés au Chiapas (Mexique), Chapelle Saint-Louis de la Salpêtrière, Paris, France, 1996
- Walter Barrientos, Circle Gallery, New-York, 1995 et 2008 et Bal-Harbour, États-Unis, 1995[25]
- Performances : dessins de sable, Anvers et Gand, Belgique et Saint-Paul-de-Vence, France, 1992, 1993, 1994
- Les Hommes du Silence, Artothèque et Musée du Vieux Montpellier, France, 1993[26],
- Amérique d’hier et d’aujourd’hui, Musée municipal de Frontignan et réalisation d’une peinture murale sur l’une des piles du Pont levant de Frontignan, France, 1992[27]

## Collections publiques
- Universidad Nacional de Arte Diego Quispe Tito, Cusco, Pérou[1]
- Ville de Bédarieux, France
- Le Carmel, Ville de Pamiers, France
- Les Abattoirs, Musée – Frac Occitanie Toulouse, France[28]
- Arboretum, Bolestraszyce, Pologne

## Résidences artistiques
- Résidence Arboretum, Jardin botanique, Bolestraszyce, Pologne, 2024[29]
- Résidence Alexander and Renata Camaro Foundation, Berlin, Allemagne, 2020[30]
- Résidence Le Carmel, Pamiers, France, 2020
- Résidence d’artistes Ifitry, Essaouira, Maroc, 2012[23]

## Enseignement
Walter Barrientos intervient dans des écoles ou des ateliers, notamment en gravure :
- Professeur de gravure, Universidad Nacional de Arte Diego Quispe Tito, Cusco, Pérou, 1986 – 1988[1]
- Assistant d’enseignement de gravure, école supérieure des beaux-arts de Montpellier (MO.CO), France, 1989- 1992[31]
- Enseignant à Maison de la gravure Montpellier-Méditerranée, Castelnau-le-Lez, France, 1993-2025[4]
- Assistant d’enseignement de gravure, Atelier de gravure, Isdat, Toulouse, France, 2009-2010[32]
- Intervenant régulier dans des ateliers de gravure en milieu scolaire et social, France et Europe, 1990 – 2025[33]

## Films
- Walter Barrientos / Souvenirs de la Fondation Camaro Berlin, Thalia Heninger, 2020[30]
- Walter Barrientos, Le Graveur Galactique, Quentin Bosc, 2019[34]
- 7 démarches d’artistes plasticiens d’aujourd’hui : Hélène Arnal, Walter Barrientos, Bernard Belluc, André Cervera, Sylvain Corentin, Enzo, Pierre François, École des arts, CRDP Académie de Montpellier, Jean Soulet, 1996-2002, édition 2008[35]
- Walter Barrientos, Féerie des couleurs et des sens, Fabien Vie, 2006[36]

## Prix et récompenses
Walter Barrientos a reçu de nombreux prix, notamment lors de ses débuts au Pérou, qui vont lui permettre de s'engager dans une carrière internationale.
- 1984 : Prix Inkar du meilleur artiste graveur péruvien de l’année, Pérou
- 1985 : 
  - Premier prix de Gravure et Dessin (Médaille d’Or) de la Première Rencontre Nationale d’art Péruvien à Cusco, Pérou
  - Prix d’Honneur de l’Université Nationale de San Antonio Abad de Cusco, Pérou
- 1986 : Deuxième prix de la Première Biennale Nationale de Gravure du Pérou
- 1987 : Prix d’Honneur de la municipalité de Cusco, Pérou
- 1988 : 
  - Prix d’Honneur de la municipalité de Cusco, Pérou
  - Premier prix de Gravure du premier Festival d’Art de l’École des Beaux-Arts de Cusco, Pérou
  - Prix de la 2e Biennale Internationale de Cusco, Pérou
- 1990 : Premier prix de gravure au premier Festival Ganges en Liberté, France